# Puccinia perotidis
Puccinia perotidis ist eine Ständerpilzart aus der Ordnung der Rostpilze (Pucciniales). Der Pilz ist ein Endoparasit des Süßgrases Perotis indica. Symptome des Befalls durch die Art sind Rostflecken und Pusteln auf den Blattoberflächen der Wirtspflanzen. Sie ist ein Endemit Sierra Leones.

## Merkmale

### Makroskopische Merkmale
Puccinia perotidis ist mit bloßem Auge nur anhand der auf der Oberfläche des Wirtes hervortretenden Sporenlager zu erkennen. Sie wachsen in Nestern, die als gelbliche bis braune Flecken und Pusteln auf den Blattoberflächen erscheinen.

### Mikroskopische Merkmale
Das Myzel von Puccinia perotidis wächst wie bei allen Puccinia-Arten interzellulär und bildet Saugfäden, die in das Speichergewebe des Wirtes wachsen. Aecien oder Spermogonien der Art sind nicht bekannt. Die zimtbraunen Uredien des Pilzes wachsen beidseitig auf den Wirtsblättern und sind bis zu 1,5 mm lang. Ihre hell zimtbraunen Uredosporen sind 24–27 × 18–22 µm groß, eiförmig bis ellipsoid und fein stachelwarzig. Die auf Hüllrohren wachsenden Telien der Art sind schwarzbraun, früh offenliegend und pulverig. Die dunkel haselnussbraunen Teliosporen sind zweizellig, in der Regel ellipsoid bis keulig-ellipsoid und 30–36 × 19–25 µm groß. Ihre Stiele sind gelblich bis farblos und bis zu 65 µm lang.

## Verbreitung
Das bekannte Verbreitungsgebiet von Puccinia perotidis umfasst lediglich Sierra Leone.

## Ökologie
Die Wirtspflanze von Puccinia perotidis ist Perotis indica. Der Pilz ernährt sich von den im Speichergewebe der Pflanzen vorhandenen Nährstoffen, seine Sporenlager brechen später durch die Blattoberfläche und setzen Sporen frei. Die Art verfügt über einen Entwicklungszyklus, von dem bislang lediglich Telien und Uredien sowie deren Wirt bekannt sind; Spermogonien und Aecien konnten dem Pilz nicht zugeordnet werden.